# 前106年
| 千纪： | 前1千纪 |
| 世纪： | 前3世纪 \| 前2世纪 \| 前1世纪                                                                                         |
| 年代： | 前130年代 \| 前120年代 \| 前110年代 \| 前100年代 \| 前90年代 \| 前80年代 \| 前70年代                                  |
| 年份： | 前111年 \| 前110年 \| 前109年 \| 前108年 \| 前107年 \| 前106年 \| 前105年 \| 前104年 \| 前103年 \| 前102年 \| 前101年 |
| 纪年： | 西汉元封五年 |

## 大事记
- 汉武帝南巡，于九疑山祀虞舜。登天柱山，自寻阳渡长江，北至琅邪，三月，封泰山，于明堂祀上帝，配以高祖。四月，赦天下，免除路过诸县今年租赋。还至甘泉宫，郊泰畤。
- 西汉置十三部刺史：冀州刺史部、幽州刺史部、并州刺史部、兖州刺史部、徐州刺史部、青州刺史部、扬州刺史部、荆州刺史部、豫州刺史部、益州刺史部、凉州刺史部、交趾刺史部、朔方刺史部。

## 出生
- 格奈乌斯·庞培，古罗马军事家
- 西塞罗，古罗马政治家、学者

## 逝世
- 卫青，西汉著名军事将领
- 刘贤 (胶东王)，汉景帝之子